# Berehove, Odesa
Berehove (în ucraineană Берегове) este un sat în comuna Usatove din raionul Odesa, regiunea Odesa, Ucraina.

## Demografie
Componența lingvistică a localității Berehove
     Ucraineană (80,85%)
     Rusă (19,15%)
Conform recensământului din 2001, majoritatea populației localității Berehove era vorbitoare de ucraineană (80,85%), existând în minoritate și vorbitori de rusă (19,15%).